# Uya Kuya
Surya Utama, conocido artísticamente como Uya Kuya (nacido en Bandung, Jawa Barat, el 4 de abril de 1975), es un cantante, presentador, actor, productor, mago, y hombre de negocios indonesio. Uya ha llegado a ser conocido por el público desde que un grupo vocal lo integró como miembro llamado Tofu. Sin embargo, Uya y su grupo optaron por abandonar el 28 de febrero de 2003 para una carrera en solitario. Su primer álbum en solitario surgida de una banda sonora de su álbum consiste de una Cinta de 24 quilates. Además de cantar, su vestimenta artística son las gafas también además que trabaja como productor y compositor de canciones para su propio álbum. Incluso Uya también ha participado en la película Love Karat 24 (2003). También aparece en la película Bad Wolf (2005) para acompañar a los actores Sultan Djorghi, Baim e Indra Bekti.

## Filmes
- Cinta 24 Karat
- Bad Wolf

## Presentaciones
- Playboy Kabel
- Ketok Pintu
- Ngacir
- Ekspresi Gaya Pelajar (EGP) SMU
- Hari Yang Aneh (2008)
- Uya emang Kuya (2009 - sekarang)
- Jebakan Betmen (2010 - )
- Uya Emang Kuya Spec.Ramadhan

## Álbumes
- Persembahan Cinta (album kompilasi milik Andi Bayou)
- Cinta 24 Karat
- Playboy Insaf